# Reuter meddelar
Reuter meddelar (engelska: A Dispatch from Reuter's) är en amerikansk långfilm från 1940 i regi av William Dieterle, med Edward G. Robinson, Edna Best, Eddie Albert och Albert Bassermann i rollerna.

## Handling
En biografisk film över Paul Reuter, grundaren av nyhetsbyrån Reuters.

## Rollista
| Edward G. Robinson | – Paul Reuter          |
| Edna Best          | – Ida Magnus           |
| Eddie Albert       | – Max Wagner           |
| Albert Bassermann  | – Franz Geller         |
| Gene Lockhart      | – Bauer                |
| Otto Kruger        | – Dr. Magnus           |
| Nigel Bruce        | – Sir Randolph Persham |
| Montagu Love       | – Delane               |
| James Stephenson   | – Carew                |
| Walter Kingsford   | – Napoleon III         |
| David Bruce        | – Bruce                |